# Pardosa tristicella
Pardosa tristicella är en spindelart som först beskrevs av Roewer 1951.  Pardosa tristicella ingår i släktet Pardosa och familjen vargspindlar.
Artens utbredningsområde är Colombia. Inga underarter finns listade i Catalogue of Life.